# Apple II

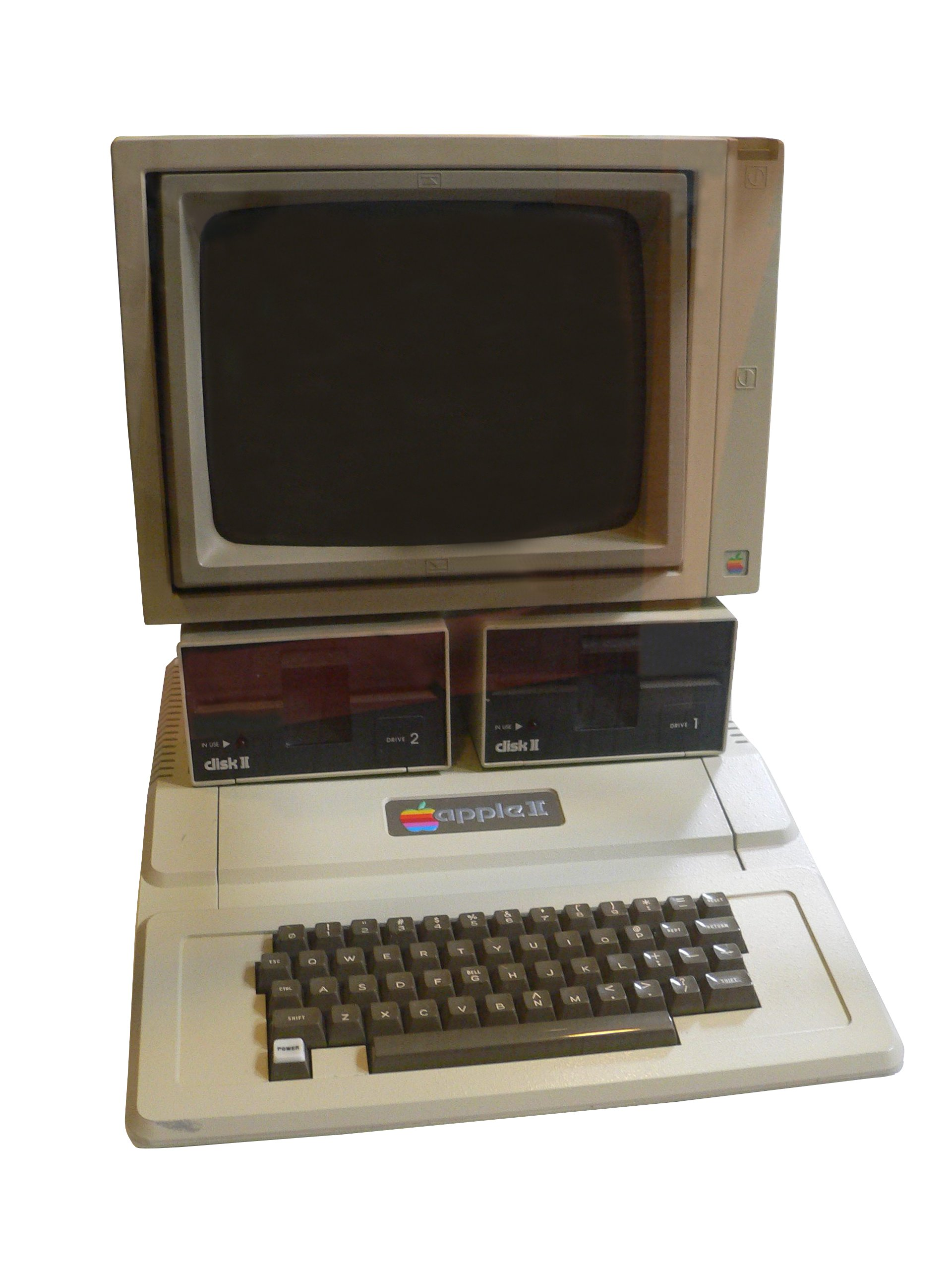
Apple II

Apple II byl mikropočítač vyráběný firmou Apple Computer. Počítač byl populární mezi domácími uživateli a po vydání prvního tabulkového kalkulátoru VisiCalc se začal úspěšně prodávat i firemním zákazníkům. První Apple II. byl na trh uveden v květnu 1977 a postupně ho následovaly jeho výkonnější varianty – II Plus, IIe, IIc a IIGS.

## Historie

### Původní Apple II
První počítače Apple II se začaly prodávat 5. května 1977. Měly 8bitový mikroprocesor MOS Technology 6502, který běžel na frekvenci 1 MHz, měl 4 KB RAM paměti, rozhraní pro kazetový přehrávač a podporu programovacího jazyka Integer BASIC zabudovanou do ROM. Video ovladač zobrazoval textový režim – 24 řádků a 40 sloupců textu (jen velké písmena) a podporoval výstup na monitor a televizi. K dispozici byly také rozšiřovací karty s podporou 80 sloupců textu s malými písmeny. Uživatelé mohli data a programy ukládat na audio pásky a odtud je nahrávat zpět do počítače. Také další programovací jazyky a hry a aplikace byly dostupné na kazetách. Původní maloobchodní cena za počítač s 4 KB RAM byla 1289 USD, rozšířený model s 48 KB RAM stál 2638 USD.
Zanedlouho rozšířil Steve Wozniak počítač o podporu 5,25palcové disketové mechaniky, což umožnilo pohodlnější ukládání a nahrávání dat. Rozhraní, které Wozniak navrhl a zkonstruoval, je dodnes považováno za inženýrský a technologický klenot. Ovladač nepotřeboval velkou podporu hardware. Místo toho využíval časové díry software na přístup k disku.
Wozniakův otevřený design počítače s rozšiřujícími sloty umožňoval připojení příslušenství od jiných výrobců. K dispozici byly sériové ovladače, kvalitnější video karty, paměťové moduly, pevné disky a síťové komponenty. K dispozici byly také emulační karty, které umožňovaly na Apple II spustit i programy určené pro jiné počítače.

### Pozdější modely
Velmi záhy bylo Apple II nahrazené modelem Apple II Plus s programovacím jazykem Applesoft BASIC a 48 KB RAM, rozšířitelné na 64 KB. Tento model umožňoval také práci s programovacími jazyky UCSD Pascal a Fortran 77.

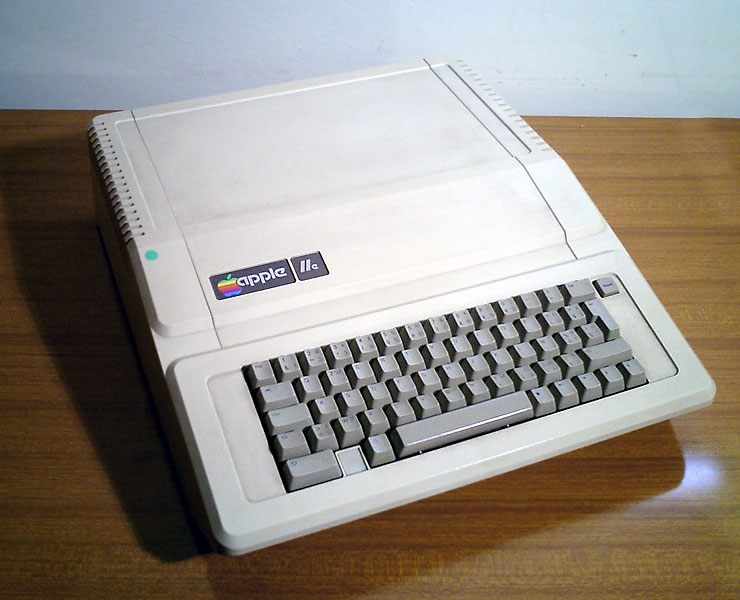
Apple IIe

Roku 1982 přišel na trh levnější model Apple IIe sestavený z nových komponent. Byl už schopný zobrazovat malá i velká písmena, měl 64 KB RAM rozšiřitelné na 128 KB a s rozšiřovací kartou zobrazoval 80 sloupců. Tento model byl nejpopulárnější v rámci celé skupiny modelů Apple II.
Přibližně v tomto čase byl také na trh uvedený Apple III primárně určený pro firemní zákazníky. Počítač neměl úspěch a Wozniak se dokonce vyjádřil, že to byl „stoprocentní propadák“.
V květnu 1984 byl vydaný Apple IIc – první přenosný počítač společnosti. Obsahoval podporu diskových jednotek, modemu, tiskárny a s přídavnou kartou opět podporoval zobrazování 80 sloupců textu. Nevýhodou modelu byla jeho malá rozšířitelnost, což bylo přímým důsledkem kompaktního designu.
Dalšími modely byly Enhanced Apple IIe a poslední verze IIe známá jako Platinum (největší změnou bylo přidání numerické klávesnice).

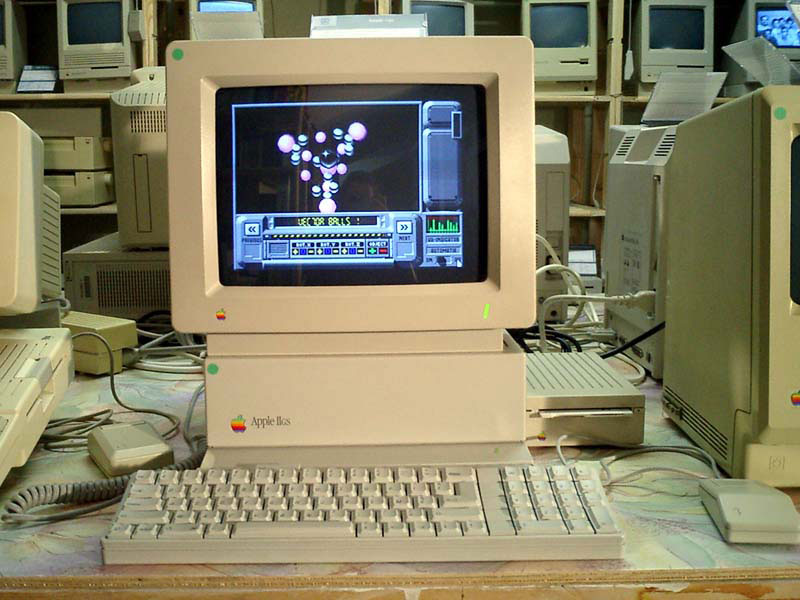
Apple IIgs

Nejvýkonnějším počítačem řady Apple II byl Apple IIGS z roku 1986 s procesorem 65816 / 2.8 MHz, 16bitovými registry a 24bitovým adresováním, s rozšířenou pamětí, vylepšenou podporou barev a množstvím dostupného příslušenství. Uživatelské rozhraní bylo přizpůsobené vzhledu Mac OS z tehdejších Macintoshů.
Posledním počítačem série byl Apple IIc Plus z roku 1988. Byl přibližně stejné velikosti jako IIc, ale 5,25palcová disketová mechanika byla nahrazena 3,5 palcovou, zdroj napájení byl nyní zabudovaný v počítači a stroj měl procesor WDC 65C02 / 4 MHz.
Prodej skupiny modelů Apple II začal klesat okolo roku 1986. Apple prodávalo a podporovalo model IIGS do roku 1993, především kvůli jejich rozšíření v amerických školách.

### Klony
Podobně jako IBM PC bylo také Apple II často kopírováno jinými výrobci. Podle statistiky serveru Apple2clones existovalo až 172 různých klonů. Byly to často přesné kopie originálů, jenom poskytovaly některé lepší vlastnosti (např. numerickou klávesnici nebo 3,5palcovou disketovou mechaniku) a lepší cenu.

## Dopad na odvětví
Apple II zdůraznilo důležitost otevřené architektury pro počítačovou platformu. 